# Daiki Nishioka
Daiki Nishioka (西岡 大輝 Nishioka Daiki?), född 21 augusti 1988 i Miyazaki prefektur, är en japansk fotbollsspelare.
Nishioka började sin karriär 2011 i Sanfrecce Hiroshima. 2013 flyttade han till Tochigi SC. 2014 flyttade han till Ehime FC. 